# Michelské pekárny
Michelské pekárny je pekařský výrobní podnik sídlící v Praze. V pražské Michli provozoval první průmyslovou pekárnu v Praze, fungující od roku 1975. V roce 2015 byl výrobní areál odprodán a později zdemolován a podnik se přestěhoval do pražské Krče. 

## Historie
V roce 1968 začala v ulici Michelská výstavba Michelských pekáren současně s nově budovaným sídlištěm. Začátkem roku 1975 se rozběhla výroba chleba a postupně i dalších druhů pečiva. Michelské pekárny začaly dodávat pečivo v Praze 4, kterou do té doby zásobovala pekárna Pankrác.
Michelské pekárny byly první průmyslovou pekárnou v Praze a na svou dobu velmi moderním podnikem. Měly 360 čtverečních metrů pečicí plochy a svými produkty mohly zásobovat třetinu obyvatel Prahy. Po svém zprovoznění vyprodukovaly denně pět a půl vagónů chleba - až 10 druhů chleba včetně speciálního chleba pro diabetiky. Dále denně vyrobily půl milionu kusů běžného a 100 tisíc kusů jemného pečiva.

### Technologie
Pekárny měly velmi moderní zařízení, do kterého byly investovány i devizové prostředky. Veky se vyráběly na výrobní lince od firmy Werner Pfeiderer z Rakouska, piškoto-marcipánové dezerty Metro se vyráběly na strojích z Nizozemska. Tři chlebové pece byly od domácího výrobce - Továrna mlýnských strojů Pardubice. Vyráběly konzumní chléb, šumavský chléb, podmáslový chléb Pražan a různé další druhy chleba v kilovém balení.
V Michelských pekárnách dodržovali výrobu chleba z přírodního kvasu z žitné mouky a vody, bez použití předpřipravených směsí, droždí a éček. Ještě v roce 2010 a 2011 byl chleba z Michle hodnocen jako jeden z nejlepších v Česku. 

### Úpadek výroby
V roce 1991 se Michelské pekárny staly akciovou společností. V roce 2012 skončily ve ztrátě 3 miliony korun a od roku 2013 přestaly dodávat pečivo do řady příměstských obcí na jih od Prahy. Firma postupně měnila svou strukturu a kvůli konkurenci na trhu opustila běžnou pekařinu a začala vyrábět speciální výrobky. Také kvalita výroby stále klesala a michelský chléb v chuťových testech v letech 2012 a 2013 neobstál. Roku 2014 byla výroba chleba ukončena.
Zůstává především výroba oblíbeného Metro dezertu, dále také kukuřičné plátky, křupky a tyčinky.

### Prodej areálu
V roce 2015 byl michelský areál prodán firmě Skanska se záměrem na místě pekárny postavit bytové domy. Michelské pekárny se přestěhovaly do pražské Krče.

## Demolice pekárny

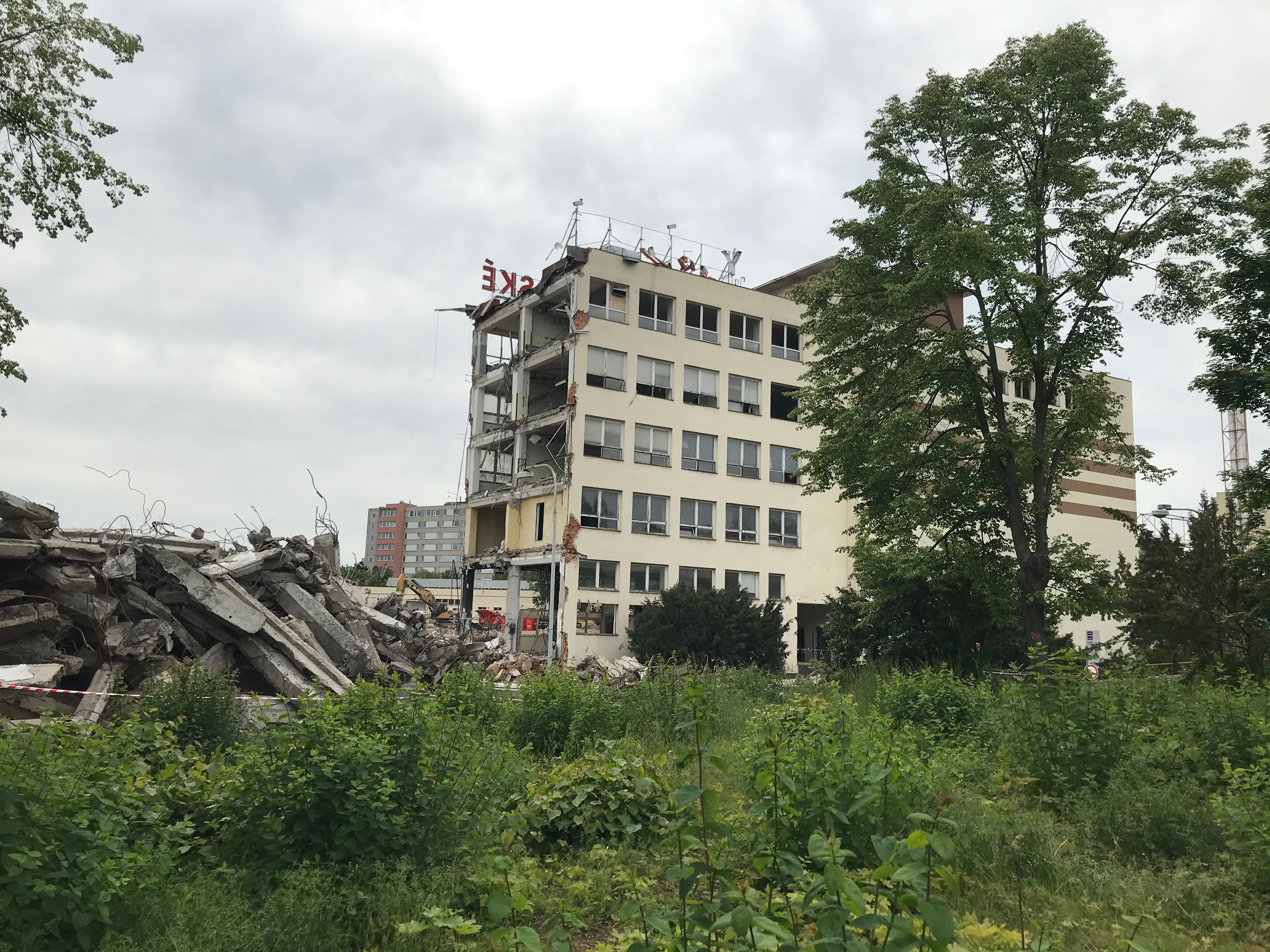
Demolice výrobního závodu Michelských pekáren v Michli

V roce 2020 zahájila Skanska Reality demolici pekárny. Na jejím místě chce postavit rezidenční komplex s obchody a službami. Architektonickou studii připravil renomovaný ateliér Jestico + Whiles a počítá s pěti stovkami bytů.
Při demolici objektu, postaveného částečně z boletických panelů obsahujících azbest, však nebyly dodrženy technologické postupy. Sanační firmě Trepart za mnohonásobné porušení zákona při nakládání s karcinogenním azbestem Pražská hygienická stanice v roce 2021 vyměřila rekordní pokutu ve výši 1,5 milionu korun. Firma podle ní mj. nepracovala tak, aby zabránila uvolňování azbestových vláken do ovzduší, a před zdravotními riziky nechránila ani své zaměstnance. Další pokutu ve výši 450 tisíc korun tatáž firma dostala v dalším řízení vedeném Českou inspekcí životního prostředí. Není ani známa lokalita, kam byl azbest z Michle odvezen.